# Lathraea squamaria
Espèce
Classification phylogénétique
Lathraea squamaria, la lathrée écailleuse ou clandestine écailleuse, est une espèce de plantes herbacées de la famille des Scrophulariaceae selon la classification classique, ou de celle des Orobanchaceae selon la classification phylogénétique.

## Description

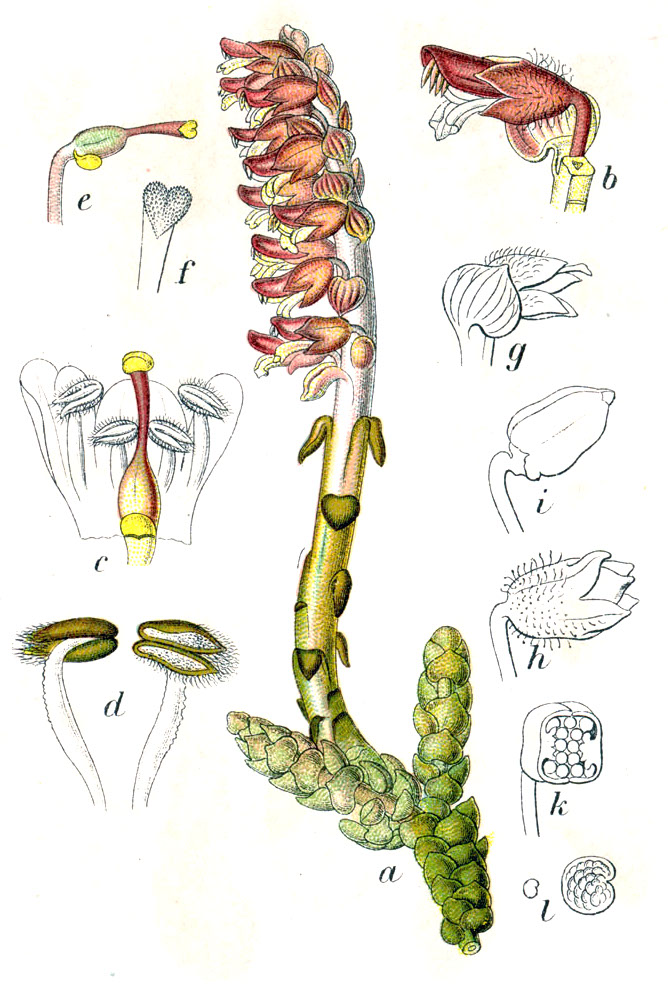
Lathrée écailleuse (Lathraea squamaria), Illustration

La lathrée écailleuse est une plante vivace, géophyte voire hémicryptophyte. Elle pousse de préférence dans les bois et les haies, aux bords de ruisseaux etc. aux étages collinéens et montagnards.
La plante, qui n'a ni feuilles ni chlorophylle, est un parasite de divers arbres (aulnes, noisetiers, ormes et parfois d'autres espèces sylvicoles comme les hêtres) et le lierre, aux dépens desquels elle se nourrit. Elle est constituée d’un rhizome couvert d’écailles arrondies et serrées de teinte blanchâtre d’aspect charnu, qui puise sa nourriture dans les racines de ses hôtes grâce à des suçoirs (Haustorium).
La tige aérienne de 8 à 30 cm présente quelques écailles dépourvues de chlorophylle. Les petites fleurs de teinte rosée voire blanchâtre, bilabiées (1,2 à 2 cm) courtement pédicellées, qui sont disposées en grappe unilatérale dense (épis compacts), apparaissent en avril – mai. Le calice est velu-glanduleux en forme de cloche. La corolle est un peu plus longue que le calice. Lors de la fructification, des capsules ovoïdes apparaissent. Les fruits mûrs, qui contiennent une multitude de graines, les libèrent dans l'espace environnant. Celles-ci sont dispersées par les fourmis.
La plante disparaît ensuite de la surface jusqu'au printemps suivant. Étant donné qu'elle fleurit et fructifie durant la montée de la sève au printemps, les hôtes ne souffrent que très peu de ce parasitisme.

## Répartition
Sa répartition est paneuropéenne. En France, elle est inexistante en Armorique. Elle est présente en Charente (Zone Natura 2000 de la vallée de l'Antenne), ainsi que çà et là dans le Centre et l'Est, où on peut la rencontrer jusqu'à une altitude d'environ 1 600 m sur les étages collinéen et montagnard. Cette Lathrée est aussi présente çà et là dans la moitié sud de la Belgique.

## Source
- Lambinon J. et al., Nouvelle flore de la Belgique, du G.-D. de Luxembourg, du Nord de la France et des régions voisines (Ptéridophytes et Spermatophytes), Meise, Jardin botanique national de Belgique, 6e éd., 2012, 1195 p. (ISBN 978-90-72619-88-4)